# Eder Ceccon
1. REDIRECT Éder Ceccon